# 김주헌
김주헌(1980년 3월 1일 ~ )은 대한민국의 배우이다.

## 학력
- 서울예술전문대학 연극과 전문학사 (졸업)

## 출연작

### 영화
- 2008년 《원칙의 문제》 - 정재 역
- 2012년 《변신》 - 사이몬 역
- 2013년 《집으로 가는 길》 - 서울지검 수사관 2 역
- 2014년 《기술자들》 - 양복 3 역
- 2014년 《타짜: 신의 손》 - 아귀 건달 역
- 2015년 《플랑크 상수》 - 헬스 트레이너 역
- 2015년 《탐정: 더 비기닝》 - 두목 역
- 2016년 《검사외전》 - 남자 2 역
- 2016년 《실종》
- 2016년 《부산행》 - 야구부 감독 역
- 2018년 《궁합》 - 육손 역
- 2020년 《어서오시게스트하우스》 - 기훈 역
- 2022년 《요정》 - 한호철 역
- 2023년 《보호자》 - 준호 역
- 2023년 《3일의 휴가》 - 하 대리 역
- 2024년 《크로스》 - 중산 역
- 2025년 《내가 누워있을 때》 - 해수 역 (우정출연)

### 드라마
- 2016년 KBS1 대하드라마 《장영실》 - 미상 역
- 2016년 OCN 주말드라마 《38사기동대》 - 박 조사관 역
- 2017년 tvN 월화드라마 《아르곤》 - 안재근 역
- 2018년 KBS2 단막극 《드라마 스페셜 - 너무 한낮의 연애》 - 평론가 역
- 2018년 KBS2 단막극 《드라마 스페셜 - 도피자들》 - 담당자 역
- 2018년 tvN 수목드라마 《남자친구》 - 이대찬 역
- 2019년 OCN 주말드라마 《킬잇》 - 민혁 역
- 2019년 tvN 월화드라마 《60일, 지정생존자》 - 정한모 역
- 2020년 SBS 월화드라마 《낭만닥터 김사부 2》 - 박민국 역
- 2020년 tvN 토일드라마 《사이코지만 괜찮아》 - 이상인 역
- 2020년 KBS2 수목드라마 《도도솔솔라라솔》 - 차은석 역
- 2020년 tvN 토일드라마 《스타트업》 - 서청명 역
- 2020년 KBS2 단막극 《드라마 스페셜 - 연애의 흔적》
- 2021년 SBS 금토드라마 《지금, 헤어지는 중입니다》 - 석도훈 역
- 2022년 Netflix 오리지널 드라마 《소년심판》 - 남궁이환 역(특별출연)
- 2022년 MBC 금토드라마 《빅마우스》 - 최도하 역
- 2022년 ENA 수목드라마 《이상한 변호사 우영우》 - 배인철 역
- 2023년 SBS 금토드라마 《낭만닥터 김사부 3》 - 박민국 역
- 2023년 tvN 토일드라마 《무인도의 디바》 - 이서준 역
- 2023년 KBS2 단막극 《드라마 스페셜 - 마님은 왜 마당쇠에게 고기를 주었나》 - 이정열 역
- 2024년 MBN 토일드라마 《세자가 사라졌다》 - 최상록 역
- 2024년 Disney+ 오리지널 드라마 《폭군》 - 사 국장 역
- 2025년 tvN 토일드라마 《별들에게 물어봐》 - 박동아 역
- 2025년 KBS2 수목드라마 《킥킥킥킥》 - 돈만희 역
- 2025년 tvN 토일드라마 《미지의 서울》 - 호수의 아버지 역 (특별출연)

### 연극
- 2007년 《갱스터 no.1》 - 김봉우 역
- 2011년 《처음처럼 - 제1회 대학로 코미디페스티벌》
- 2011년 《오이디푸스 왕》 - 오이디푸스 역
- 2011년 《속살》 - 형기 역
- 2011년 《잠 못드는 밤은 없다》 - 하야토 역
- 2012년 《죽은 남자의 핸드폰》 - 고든 역
- 2012년 《하늘은 위에둥둥 태양을 들고》 - 이상 역
- 2012년 《쥐》 - 큰아들 역
- 2012년 《사람 꽃으로 피다》
- 2013년 《하늘은 위에둥둥 태양을 들고》
- 2013년 《돌고돌고》
- 2014년 《색다른 이야기 읽기 취미를 가진 사람들에게 》 - 달수 역
- 2014년 《요요현상》
- 2014년 《형민이 주영이》 - 주영 역
- 2017년 《왕위 주장자들》 - 호콘 역
- 2017년 《M.Butterfly》 - 르네 갈리마르 역
- 2017년 《거미 여인의 키스》 - 몰리나 역
- 2017년 《레일을 따라, 붉은 칸나의 바다로》 - 명 역
- 2018년 《카포네 트릴로지》 - 올드맨 역
- 2018년 《돌아서서 떠나라》 - 상두 역
- 2019년 《프라이드》 - 필립 역
- 2021년 《언더스터디》 - 해리 역
- 2023년 《3일간의 비》 - 워커 & 네드 역
- 2025년 《카포네 트릴로지》 - 올드맨 역
- 2025년 《물의 소리》 - 이동호 역

## 수상 및 후보
| 연도 | 시상식                       | 부문                                    | 작품                    | 결과 |
| ---- | ---------------------------- | --------------------------------------- | ----------------------- | ---- |
| 2011 | 제11회 2인극 페스티벌        | 연기상                                  | 빈칸                    | 수상 |
| 2017 | UAS LAFF Short Film Showdown | Best Actor                              | 빈칸                    | 수상 |
| 2020 | SBS 연기대상                 | 남자 조연상                             | 낭만닥터 김사부 2       | 수상 |
| 2021 | SBS 연기대상                 | 미니시리즈 코미디로맨스부문 남자 우수상 | 지금, 헤어지는 중입니다 | 수상 |